# Onitis cambeforti
Onitis cambeforti är en skalbaggsart som beskrevs av Moretto 2007. Onitis cambeforti ingår i släktet Onitis och familjen bladhorningar. Inga underarter finns listade i Catalogue of Life.